# Yasin Zia
General Mohammad Yasin Zia é um oficial militar e político afegão. Ele é ex-Chefe do Estado Maior, ex-vice-ministro da Defesa e ex-governador da província de Takhar, no Afeganistão. Zia também atuou como chefe da unidade antiterrorista do Afeganistão (2011) e como vice-diretor da Direção Nacional de Segurança (2011–2015). Em 2022, foi considerado um dos líderes do movimento de resistência anti-Talibã, a Frente para a Liberdade do Afeganistão.
Ele também é formado em assuntos militares e de inteligência e tem histórico no Jamiat-e Islami.